# Marcantonio e Cleopatra
Marcantonio e Cleopatra è un film del 1913 diretto da Enrico Guazzoni.
Trasposizione del testo teatrale di William Shakespeare e ispirato anche dalle Vite parallele di Plutarco e da un testo di Pietro Cossa, il film venne girato a Roma. È lungo 2000 metri ed è diviso in 6 parti.